# Mitică Pricop
Mitică Pricop (Constanza, 25 de octubre de 1977) es un deportista rumano que compitió en piragüismo en la modalidad de aguas tranquilas.
Participó en dos Juegos Olímpicos de Verano en los años 2000 y 2004, obteniendo una medalla de oro y otra de bronce en la edición de Sídney 2000. Ganó ocho medallas en el Campeonato Mundial de Piragüismo entre los años 1999 y 2003, y nueve medallas en el Campeonato Europeo de Piragüismo entre los años 1999 y 2004.

## Palmarés internacional
| Juegos Olímpicos   | Juegos Olímpicos             | Juegos Olímpicos  | Juegos Olímpicos |
| Año                | Lugar                        | Medalla           | Evento           |
| ------------------ | ---------------------------- | ----------------- | ---------------- |
| 2000               | Sídney (Australia)           | Medalla de bronce | C2 500 m         |
| 2000               | Sídney (Australia)           | Medalla de oro    | C2 1000 m        |
| Campeonato Mundial |                              |                   |                  |
| Año                | Lugar                        | Medalla           | Evento           |
| 1999               | Milán (Italia)               | Medalla de bronce | C4 200 m         |
| 1999               | Milán (Italia)               | Medalla de plata  | C4 500 m         |
| 1999               | Milán (Italia)               | Medalla de plata  | C4 1000 m        |
| 2001               | Poznań (Polonia)             | Medalla de bronce | C2 500 m         |
| 2002               | Sevilla (España)             | Medalla de bronce | C4 200 m         |
| 2002               | Sevilla (España)             | Medalla de oro    | C4 500 m         |
| 2003               | Gainesville (Estados Unidos) | 03 ! [ n 1 ]      | C4 200 m         |
| 2003               | Gainesville (Estados Unidos) | 01 ! [ n 2 ]      | C4 500 m         |
| Campeonato Europeo |                              |                   |                  |
| Año                | Lugar                        | Medalla           | Evento           |
| 1999               | Zagreb (Croacia)             | Medalla de plata  | C2 200 m         |
| 1999               | Zagreb (Croacia)             | Medalla de plata  | C4 200 m         |
| 1999               | Zagreb (Croacia)             | Medalla de plata  | C4 500 m         |
| 1999               | Zagreb (Croacia)             | Medalla de plata  | C4 1000 m        |
| 2001               | Milán (Italia)               | Medalla de oro    | C2 500 m         |
| 2001               | Milán (Italia)               | Medalla de oro    | C2 1000 m        |
| 2001               | Milán (Italia)               | Medalla de plata  | C4 200 m         |
| 2002               | Szeged (Hungría)             | Medalla de plata  | C4 1000 m        |
| 2004               | Poznań (Polonia)             | Medalla de plata  | C4 1000 m        |

1. ↑  En esta prueba el equipo ruso, ganador de la medalla de oro, fue descalificado al dar positivo por dopaje el piragüista Serguei Uleguin, por lo que al equipo rumano le fue cambiado el cuarto lugar por el tercero, es decir, la medalla de bronce.
2. ↑  En esta prueba el equipo ruso, ganador de la medalla de oro, fue descalificado al dar positivo por dopaje el piragüista Serguei Uleguin, por lo que al equipo rumano le fue cambiada la medalla de plata por la de oro.